# Flanco (ejército)
Flanco (del francés: flanc) es la dirección hacia la cual tiene que marchar o girar la tropa (ya que un hombre en fila no tiene flanco), ya sea a derecha o a izquierda.
Esta palabra de origen francés fue introducida en la terminología militar en español a fines del siglo XVIII, para designar la que antes se designaba costado y costanera. Por extensión se ha aplicado a la prolongación del terreno  que se extiende hacia los costados de una formación, o hacia las alas de una línea desplegada.

## Flanco y Ala: diferencia
No debe confundirse flanco con ala, pues ésta es el extremo mismo de una línea desplegada, y flanco el terreno que se extiende más allá del ala. La voz de  mando de la antigua táctica, flanco derecho o izquierdo, se sustituyó por la orden de derecha o izquierda, para hacer frente donde se tiene uno de los costados. Efectivamente, el hombre en fila tiene costado, pero no tiene flanco, quien lo tiene es la tropa en su conjunto, de la cual forma parte. Un batallón que forma en cuadro no tiene flancos. Un ejército que maniobrara sobre el Ebro con el frente a Francia, tendría su flanco izquierdo apoyado, cubierto por la cordillera Cantábrica; y su ala izquierda podría, sin embargo, estar muy distante.
Igualmente hay que distinguir el ataque sobre el ala del ataque sobre el flanco. El primero tiene por objeto llevar fuerzas superiores sobre una de las alas del enemigo, mientras se tiene en jaque mediante demostraciones ejecutadas con fuerzas inferiores la parte de línea enemiga que no es atacada. El ataque de flanco se dirige contra uno de los del enemigo al que se procura envolver, llevando allí el grueso del ejército propio para que el adversario se vea obligado a efectuar un cambio de frente, renunciando a la posición elegida y sometiéndose a la ley del vencedor que le obliga a combatir en un terreno escogido por él.